# Sjarhej Asarau
Sjarhej Asarau (belarussisch Сяргей Азараў, russisch Сергей Николаевич Азаров, beim Weltschachbund FIDE Sergei Azarov; * 19. Mai 1983 in Minsk) ist ein belarussischer Schachspieler. Seit Oktober 2022 spielt er unter der Flagge der FIDE.
2001 und 2002 gewann er, jeweils in Minsk, die belarussische Einzelmeisterschaft. 2002 belegte er im Challengers-Turnier auf dem Schachkongress in Hastings den geteilten ersten Platz. Bei der U20-Weltmeisterschaft 2003 in Naxçıvan belegte er hinter Şəhriyar Məmmədyarov den zweiten Platz. 2005 belegte er mit sieben Punkten aus neun Partien den zweiten Platz im Czech-Open-Turnier. 2006 siegte er beim 5. Istanbul-Schach-Festival. 2009 gewann er das Offene Turnier in Béthune.
Am Schach-Weltpokal nahm Asarau 2011 und 2013 teil.
Mit der belarussischen Nationalmannschaft nahm er an den Mannschaftseuropameisterschaften 2001 und 2003 teil sowie an fünf Schacholympiaden zwischen 2000 und 2008.
Vereinsschach spielte er bei den European Club Cups 2001 sowie 2003 bis 2007 für Vesnianka Minsk, von 2009 bis 2011 für den ukrainischen Verein A DAN DZO & PGMB Luhansk, mit dem er 2010 und 2011 ukrainischer Mannschaftsmeister wurde, und 2013 für PGMB Rostow am Don. In Rumänien spielt er für den Sah Club Hidrocon Bacău, in der tschechischen Extraliga seit 2006 für BŠŠ Frýdek-Místek, und in der slowakischen Extraliga spielte er in der Saison 2010/11 für den Meister TJ Slávia CAISSA Čadca. In Belgien spielte er in der Saison 2012/13 für den KSK Rochade Eupen-Kelmis.